# Jan Brandts Buys

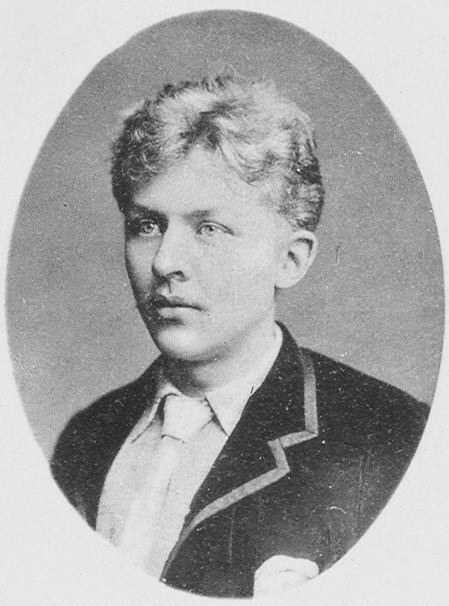
Jan Brandts Buys op jonge leeftijd

Jan Willem Frans Brandts Buys (Zutphen, 12 september 1868 - Salzburg, 7 december 1933) was een Nederlands-Oostenrijkse componist.

## Leven en werk
Brandts Buys' geboortehuis was in de Beukerstraat wijk E nummer 202, tegenwoordig het rond 1900 herbouwde huis Beukerstraat 57-59 te Zutphen. Hij groeide op in een bij uitstek muzikale familie van organisten en componisten (van vooral protestantse kerkmuziek). Zijn vader Marius Adrianus bekleedde verschillende muzikale ambten in Deventer en Zutphen. Ook de zeer begaafde Jan werd reeds op zijn twaalfde aangesteld als organist van de Broederenkerk te Zutphen, maar improviseerde liever op het grote Baderorgel in de Walburgiskerk. Hij speelde uitmuntend piano en componeerde enkele pianostukken, liederen en kamermuziekwerken.
Het gezin Brandts Buys ontving thuis (het gezin verhuisde nogal eens binnen Zutphen) geregeld belangrijke muzikale gasten en onderhield daar correspondenties mee: Henryk Wieniawski, Anton Rubinstein, Edvard Grieg, Julius Röntgen en Richard Hol. Zo kwam Jan in aanraking met de werken van de grote meesters van de negentiende eeuw en de uitvoerende virtuozen van zijn tijd. Zijn vroege werken verraden onmiskenbaar invloeden van Robert Schumann, Grieg en Johannes Brahms.
Jan Brandts Buys vertrok in 1889 voor een academische muzikale opleiding naar Frankfurt. In 1892 ging hij naar Wenen, waar hij onder meer door Johannes Brahms werd aanbevolen. Brahms zou hem in 1896 hebben gewezen op zijn mogelijkheden op het gebied van de opera. Uiteindelijk zou dat zijn succesvolle weg worden: hij componeerde een groot aantal, meest luchtige, opera's. Zijn bekendste opera werd Die Schneider von Schönau uit 1916, die ook in een Nederlandstalige versie werd uitgegeven. De opera zou in de Europese theaters meer dan duizendmaal worden uitgevoerd. Daarmee was Jan Brandts Buys veruit de meest succesvolle Nederlandse componist in het buitenland en de enige Nederlandse operacomponist van betekenis. Ook kamermuziek en orkestmuziek bleven zijn interesse houden. De Romantische Serenade, opus 25 voor strijkkwartet is te beschouwen als een volwaardige tijdgenoot van de kamermuziekwerken van bekende late Romantici als Jean Sibelius en Carl Nielsen. Ook schreef hij een interessant kwintet voor dwarsfluit en strijkers. Eerdere werken, zoals het pianoconcert uit 1897, zijn nog geïnspireerd door Grieg en Brahms.
Veel van Brandts Buys' werken werden tijdens zijn leven uitgegeven en uitgevoerd. Bovendien zorgden zijn arrangementen van werken van oude meesters voor veel inkomsten. Op zeker moment kon hij zich een succesvol en rijk man noemen, omdat zijn stijl aansloot bij de smaak van het Oostenrijkse publiek. Brandts Buys werd een uitgesproken Oostenrijkse componist (hij woonde zijn hele volwassen leven in Wenen, Zuid-Tirol, Lozica bij Dubrovnik en Salzburg). Hij trouwde tweemaal, maar had geen kinderen. Af en toe keerde hij terug naar Nederland, waar vele familieleden nog altijd actief waren in het Nederlandse muziekleven.
In 1933 overleed Brandts Buys in zijn woonplaats Salzburg, waar hij ook werd begraven (een Ehrengrab op het kerkhof van Salzburg-Gries). Zijn muziek raakte na de Tweede Wereldoorlog grotendeels in de vergetelheid, maar toch moet hij als een van Nederlands belangrijkste internationale vertegenwoordigers van de laatromantische stroming worden beschouwd.
Brandts Buys' oeuvre bestaat uit pianowerken, orgelwerken, kamermuziek, orkestwerken, solo/orkestwerken, liederen, koorwerken en cantates, opera's en veel arrangementen van grote meesters (waaronder pianoarrangementen van alle symfonieën van Schubert en Beethoven).

## Herdenking
Ter gelegenheid van Brandts Buys' honderdvijftigste geboortedag is in zijn geboortestad Zutphen van 21-23 september 2018 een Jan Brandts Buys festival gehouden, voorafgegaan, op zijn geboortedag 12 september, door een concert met liederen van vijf generaties Brandts Buys.

## Werkenlijst (selectie)

### Opera
- Das Veilchenfest (1909)
- Das Glockenspiel (1913)
- Die Schneider von Schönau (1916)
- Der Eroberer (1918)
- Micarême (1919)
- Der Mann im Mond (1922)
- Traumland (1927)

### Orkest
- Meeressang (De Zang der Zee) voor orkest, op. 4
- Karneval, ouverture, op. 12
- Concert voor piano en orkest, op. 15 (1897)
- Romancero voor klein orkest, op. 27 (1919)
- Beelden uit mijn kinderleven, symfonisch gedicht (1922)
- Poetischer Spaziergang (Poëtische Promenade-suite), op. 50 (1931)

### Kamermuziek
- Weihnacht, kwintet voor fluit en strijkkwartet in D (1903)
- Romantische Serenade voor strijkkwartet, op. 25 (1905)
- Sonate voor viool en piano, op. 26
- Sizilianische Serenade voor strijkkwartet, Op. 28 (1908-1917)
- Strijkkwartet in c, op. 19 (1911)

### Overig
- Werken voor piano, orgel, liederen, koormuziek en cantates.